# Trump Building
Il Bank of Manhattan Trust Building, rinominato nel 1995 Trump Building, e noto anche come 40 Wall Street, è un grattacielo di Mahattan a Wall Street tra Nassau Street e William Street. È attualmente, con i 283 metri di altezza, il ventesimo grattacielo più alto di New York.

## Storia
L'edificio, situato tra Nassau Street e William Street, è stato completato nel 1930, dopo solo 11 mesi di costruzione. È stato il grattacielo più alto del mondo per meno di due mesi dopo il suo completamento. 
Fu progettato in parallelo con il Chrysler Building, che avrebbe dovuto superare in altezza. Il progetto del Chrysler Building però aveva previsto anche la costruzione di una grandiosa guglia, che gli permise di superare il Bank of Manhattan Building di 36 metri. 
La sera del 20 maggio 1946 ci fu un grave incidente aereo che coinvolse un Beechcraft Model 18.
Dopo anni di mala-gestione l'edificio è stato acquistato nel 1995 dall'imprenditore Donald Trump, spendendo 10 milioni di dollari per il diritto di superficie, ed investendone altri 35 per ripristinare tutto l'edificio. L'intenzione di Trump era quella di convertire gran parte del grattacielo in appartamenti residenziali ma, data l'impennata che ebbe in quegli anni (2012) il mercato immobiliare, l'edificio è stato adibito a sede di uffici.